# Aaliyah (album)
Aaliyah je třetí studiové album stejnojmenné americké zpěvačky. Album vyšlo v roce 2001 a hlavním producentem desky byl opět Timbaland. Album se dostalo v prvním týdnu prodeje na páté místo a prodalo se jej přes 200 000 kusů. V srpnu 2001 se album dostalo na nejvyšší příčku amerického žebříčku alb, důvodem vysokých prodejů byla náhlá smrt zpěvačky při letecké havárii.
Album bylo nominováno na cenu Grammy pro nejlepší R&B album.

## Seznam písní
1. "We Need a Resolution" (feat. Timbaland)– 4:02
2. "Loose Rap " (feat. Static)– 3:52
3. "Rock the Boat"– 4:35
4. "More Than a Woman" – 3:49
5. "Never No More" – 3:58
6. "I Care 4 U" – 4:33
7. "Extra Smooth" – 3:55
8. "Read Between the Lines" – 4:20
9. "U Got Nerve" – 3:43
10. "I Refuse" – 5:57
11. "It's Whatever"– 4:08
12. "I Can Be" – 2:59
13. "Those Were the Days" – 3:24
14. "What If" – 4:24
15. "Messed Up"– 3:34
16. "Try Again" – 4:44

## Umístění ve světě
| Stát           | Umístění |
| -------------- | -------- |
| USA            | 1        |
| Švýcarsko      | 6        |
| Francie        | 9        |
| Německo        | 9        |
| Rakousko       | 21       |
| Švédsko        | 23       |
| Velká Británie | 25       |
| Nový Zéland    | 25       |
| Finsko         | 33       |